# نهائي كأس الكونفيدرالية الإفريقية 2004
نهائي كأس الكونفيدرالية الأفريقية 2004 هي المباراة النهائي للنسخة الأولى من كأس الكونفيدرالية الأفريقية أو كما هي معروفة باسم كأس الاتحاد الأفريقي لكرة القدم، وفاز بها هارتس أوف أوك «الغاني» على أشانتي كوتوكو «الغاني» أيضاً.

## الفرق
- هارتس أوف أوك
- أشانتي كوتوكو

## النهائي
| هارتس أوف أوك | 1–1     | أشانتي كوتوكو |
| ------------- | ------- | ------------- |
|               | (تقرير) |               |

| أشانتي كوتوكو | 1–1     | هارتس أوف أوك |
| ------------- | ------- | ------------- |
|               | (تقرير) |               |
| ركلات الترجيح |         |               |
|               | 7–8     |               |